# Elektropherogramm

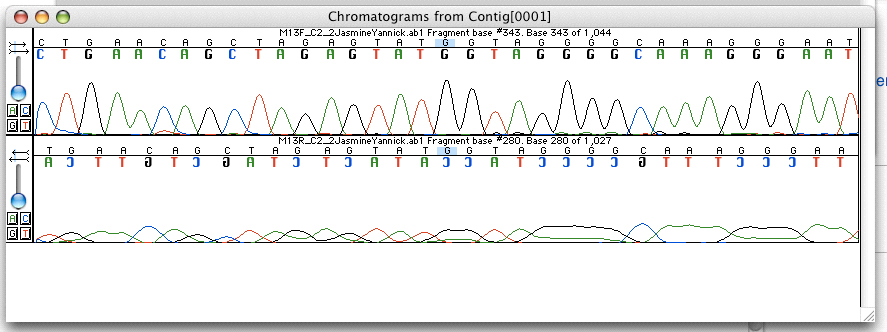
Bildschirmaufnahme eines Chromatogramms im Programm Sequencher

Ein Elektropherogramm ist eine graphische Darstellung von Resultaten einer Elektrophorese-Analyse.
Elektropherogramme werden zum Beispiel in folgenden Gebieten benutzt:
- DNA-Sequenzierung
- Familienstammbaum DNA-Analyse
- Vaterschaftstest
- Analyse des genetischen Fingerabdrucks

Ein Elektropherogramm zeigt (zum Beispiel) Daten, welche mittels automatischer DNA-Sequenzierung gewonnen wurden.